# Luis Alfredo Arango
Luis Alfredo Arango, originalmente Luis Alfredo Arango Enriquez (*18 de maio de 1935, Totonicapán, Guatemala - †3 de novembro de 2001, Cidade da Guatemala , Guatemala) foi um poeta , professor, escritor, narrador guatemalteco, membro fundador do Grupo Nuevo Signo, junto com José Luis Villatoro, Delia Quiñónez e Antonio Brañas entre outros.

## Biografia
Luis Alfredo Arango foi um dos autores mais proeminentes da Guatemala, nasceu em 1935 em Totonicapán (e morreu em 2001 na capital). Em suas obras sempre procurou explorar a identidade de seu povo , mergulhando em suas raízes para encontrar as suas inspirações.   Ele é considerado um dos poetas mais importantes da literatura guatemalteca . Seus versos são simples e bonitos, e expressam a vida do povo de seu país, a Guatemala, por quem sempre teve tanto amor. Teve um espírito revolucionário, atencioso, com profundo amor pelas coisas simples da vida. Cada uma das poesias de Luis Alfredo Arango reflete todo o sentimento do poeta autêntico que canta para a vida. Fora da escrita e do ensino fundamental, Arango demonstrou grande paixão pelo desenho.
Sua família, os Arangos faziam parte do círculo "ladino" de Totonicapán. Eles ocuparam cargos importantes na administração pública. Luis Alfredo teve acesso a estudos primários e secundários, ele estudou na Escola Normal Central para Homens.  Arango migrou para a capital afim de obter o Certificado de Docente do Instituto Nacional Central dos Homens para. Sua primeira experiência de ensino foi em San José Nacahuil, uma aldeia indígena.  Essa experiência mudou sua vida. Nacahuil foi uma amostra das condições miseráveis dos povos indígenas da Guatemala. Após um ano de ensino,  Arango testemunhou mortes, doenças, fome, uma longa lista de adversidades vividas pela população rural.
Ele era um escritor altamente respeitado e reconhecido por seu trabalho. Entre os prémios que recebeu pela sua produção literária está o Prémio Nacional de Literatura Miguel Ángel Asturias e o Primeiro Prémio, Ramo de Poesia, no Concurso da Associação de Estudantes Universitários.

## Obras
Destacam-se seus Livros de Poesia:

" Brecha en la sombra "
" Ventana en la ciudad "
" Harpa sem anjo "
Livros de Contos:

" Lola adormecida "
" A cobra python "
" Contos orais "

## "Poesia lunática e chingona":
A Guatemala tem um rio Pensativo
e outro que ficou manchado de sangue ...
Tem um Vulcão de Água,
outro de Fogo
e uma montanha

de ossos e cadáveres.